# Nontronite
La nontronite (simbolo IMA: Non) è un minerale del gruppo della smectite appartenente alla classe minerale dei "silicati e germanati" con composizione chimica Na0,3Fe3+2(Si,Al)4O10(OH)2 • n(H2O)
Strutturalmente appartiene ai fillosilicati.

## Etimologia e storia
Il minerale nontronite prende il nome da Nontron, una piccola città francese nel nord del dipartimento della Dordogna. La località tipo attuale, tuttavia, si trova a Le Mandereau nel comune di Saint-Pardoux-la-Rivière. Qui, la nontronite è stata scoperta durante l'estrazione del manganese.
La nontronite è anche conosciuta come cloropale (nome dato nel 1822 dal dottor Johann Jakob Bernhardi e dal dottor Rudolph Brandes per cloro- e opale, suggerendo che si trattasse di un minerale ceroso verde che assomigliava in qualche modo all'opale comune); altri sinonimi sono idroferripirofillite o pinguite.
Il minerale è stato descritto scientificamente per la prima volta nel 1827 da Pierre Berthier. Il suo manipolo tipografico si trova nel Museo di Mineralogia dell'École nationale supérieure des mines de Paris.

## Classificazione
La nona edizione della sistematica minerale di Strunz, valida dal 2001 e aggiornata dall'Associazione Mineralogica Internazionale (IMA) fino al 2009, elenca la nontronite nella classe "9. Silicati (germanati)" e da lì nella sottoclasse "9.E Fillosilicati"; questa viene ulteriormente suddivisa in base alla struttura del minerale in modo tale da trovare la nontronite nella sezione "9.EC Fillosilicati con fogli di mica, composti di reti di tetraedri e ottaedri" dove insieme a montmorillonite, yakhontovite, beidellite, kurumsakite e volkonskoite forma il sistema nº 9.EC.40.
Tale classificazione viene mantenuta anche nell'edizione successiva di tale sistematica, proseguita dal database "mindat.org" e chiamata Classificazione strunz-mindat.
Nella Sistematica dei lapis (Lapis-Systematik) di Stefan Weiß la nontronite è elencata nella classe dei "silicati" e nella sottoclasse dei "silicati stratificati"; da qui si trova nella sezione dei "minerali argillosi, regolarmente stratificati; silicati stratificati simili alla mica con gruppi [Si4O10]4- e strutture correlate; gruppo della montmorillonite" dove insieme a brinrobertsite, montmorillonite, beidellite, volkonskoite, swinefordite e yakhontovite forma il sistema nº VIII/H.19.
La classificazione dei minerali secondo Dana, utilizzata principalmente nel mondo anglosassone, classifica la nontronite nella classe dei "silicati e germanati" e lì nella sottoclasse dei "minerali fillosilicati". Qui si trova insieme a beidellite, montmorillonite, volkonskoite e swinefordite nel "gruppo della smectite (smectite diottaedrica)" con il sistema nº 71.03.01a all'interno della suddivisione "fillosilicati: strati di anelli a sei membri con minerali argillosi 2:1".

## Abito cristallino
La nontronite cristallizza nel sistema monoclino nel gruppo spaziale C2/m (gruppo nº 12) con i parametri reticolari a = 5,28 Å, b = 9,14 Å, c = 9,78 Å e β = 101,0° oltre a 2 unità di formula per cella unitaria.

## Caratteri fisico-chimici
È cerosa e untuosa al tatto. Al cannello a soffiatura non fonde e viene decomposta interamente in acido cloridrico (HCl) o acido fluoridrico (HF) con separazione di silice gelatinosa. Ha struttura simile a quella della montmorillonite, ma diversa chimica.

## Modificazioni e varietà
La nontronite forma una serie limitata di miscelazione con la beidellite. La beidellite ha fino a un atomo di Fe3+ per unità di formula, la nontronite più di due atomi per unità di formula. La montmorillonite e la nontronite possono anche essere considerate come una serie mista ottenuta sostituendo Al3+ con Fe3+. Anche in questo caso, la serie di miscelazione non è completa, c'è una fessura di miscelazione molto ampia tra il 25 e il 75 mol% Fe3+.
Una varietà di nontronite è la cromo-nontronite, trovata a Bernhardswald in Baviera (Germania).

## Origine e giacitura
La nontronite è un prodotto alterato della biotite, così come dei basalti, delle kimberliti e di altre rocce ultramafiche in generale (che si trovano sotto forma di fratture e rivestimenti in queste rocce). Può anche sostituire pseudomorficamente l'orneblenda e i pirosseni. Occasionalmente, si osserva anche come impregnazione in rocce di contatto porose di basalti di olivina.
La nontronite si trova anche in terreni di cenere vulcanica scarsamente drenati. In alcuni giacimenti minerari, si è formata idrotermicamente da soluzioni arricchite di silicio e ferro, ad esempio in depositi di grafite e solfuro; si forma anche idrotermicamente sulle dorsali oceaniche e in altri sbocchi nelle profondità marine. La nontronite può anche essere presente in calcari metamorficamente alterati a contatto. Si forma anche in sedimenti marini recenti. Anche i microrganismi possono svolgere un ruolo importante nella sua formazione.
I minerali associati alla nontronite includono quarzo, opale, orneblenda, pirosseni, olivina, mica e caolinite.
La nontronite può sostituire la laumontite precedentemente formatasi nelle bolle di gas vulcanico.
Oltre alla località tipo della Dordogna, in Francia la nontronite è stata trovata nei dipartimenti della Charente, dell'Alta Vienne, del Rodano e della Saona e Loira.
In Italia è stata rinvenuta ad Apricena (Puglia); Sestri Levante (Liguria); Baceno (Piemonte); a Massa Marittima e Rio (Toscana). Inoltre la nontronite è stata trovata anche nel mar Tirreno.
La nontronite è un minerale molto comune e pertanto è stata trovata in moltissime località sparse per il mondo.
Al di fuori del pianeta Terra, c'è motivo di credere che la nontronite sia presente anche sul pianeta Marte. Le prime indicazioni erano già state fornite dal Mariner 9 nel 1971, che furono poi corroborate dal Viking 1 e dal Viking 2 nel 1975 (gli spettrometri a raggi X delle due sonde trovarono fino al 47% di nontronite). Queste ipotesi sono state confermate ancora una volta con lo spettrometro infrarosso della Mars Express.

## Forma in cui si presenta in natura
La nontronite è solitamente criptocristallina e solo raramente sviluppa cristalli con habitus pseudoesagonale e frondoso visibili al microscopio. Di solito si trova sotto forma di aggregati minerali di forma allungata, da radiali a sferolitici, reticolati o feltrosi. Il suo colore varia dal giallo chiaro e dal verde oliva al verde, a seconda delle miscele e delle impurità estranee. Tuttavia, si presenta anche in colore arancione e marrone; il colore del suo striscio, invece, è sempre bianco.